# 粉红短柱茶
粉红短柱茶（学名：Camellia puniceiflira）为山茶科山茶属的植物。分布在中国大陆的浙江等地，目前尚未由人工引种栽培。